# Ewing (komunikační agentura)
Ewing s. r. o. (v letech 1996-2020 Ewing Public Relations, s.r.o., v letech 1993-1996 Ewing   & Associates, s.r.o.)  je komunikační PR agentura působící v České republice. Poskytuje poradenství v odvětví public relations, integrovaného marketingu, public affairs a politického marketingu, reputation managementu, digitálních služeb a správy sociálních sítí.
Ewing je členem globální sítě nezávislých komunikačních agentur PROI, v rámci České republiky je členem sdružení APRA. Podle obratu patří Ewing mezi pětici největších komunikačních agentur na českém trhu.

## Historie a struktura společnosti Ewing
Agenturu založila v roce 1993 Melinda Ewing. Společnost se zpočátku soustředila na mediální vztahy, svou stávající podobu postupně získala pod vedením Pavlíny Rieselové a Jiřího Hrabovského, kteří firmu převzali v roce 2002. V roce 2017 společnost převzala sesterskou firmu Manage Social, která s ní následně splynula. V závěru roku 2020 se vlastnická struktura společnosti rozšířila o čtveřici nových partnerů, kteří i nadále zůstávají aktivními poradci. 
Ewing je společně s firmami BeefBrothers, Jollor a Luova Publishing součástí skupiny Ewing Group.

## Ocenění
Společnost je nositelem ocenění CEE Agency of The Year z prestižní mezinárodní soutěže Sabre Awards.
Další ocenění:
- 2020 CEE SABRE AWARD v kategorii Public Affairs

- 2018 CEE SABRE AWARD v kategorii Advertisement Trick

- 2018 CZECH PR AWARD - 1. místo za projekt mApollo 2